# Sauvagny
Sauvagny ist eine französische Gemeinde mit 83 Einwohnern (Stand: 1. Januar 2022) im Département Allier in der Region Auvergne-Rhône-Alpes. Sie gehört zum Arrondissement Montluçon und zum Kanton Huriel.

## Geographie
Sauvagny liegt etwa 18 Kilometer nordöstlich von Montluçon zwischen dem Fluss Œil und seinem Zufluss Varenne.

### Nachbargemeinden
Umgeben ist Sauvagny von den Nachbargemeinden Venas im Norden und Nordwesten, Cosne-d’Allier im Norden und Nordosten, Tortezais im Osten, Villefranche-d’Allier im Osten und Südosten, Deneuille-les-Mines im Süden, Bizeneuille im Südwesten sowie Haut-Bocage im Westen und Nordwesten.

## Bevölkerungsentwicklung
| Jahr      | 1962 | 1968 | 1975 | 1982 | 1990 | 1999 | 2006 | 2011 | 2016 | 2019 |
| Einwohner | 227  | 179  | 159  | 155  | 123  | 99   | 94   | 95   | 92   | 85   |

## Sehenswürdigkeiten
- Kirche Saint-Germain-d’Auxerre aus dem 11. Jahrhundert, seit 1930 Monument historique
- Schloss La Varenne aus dem 17. Jahrhundert

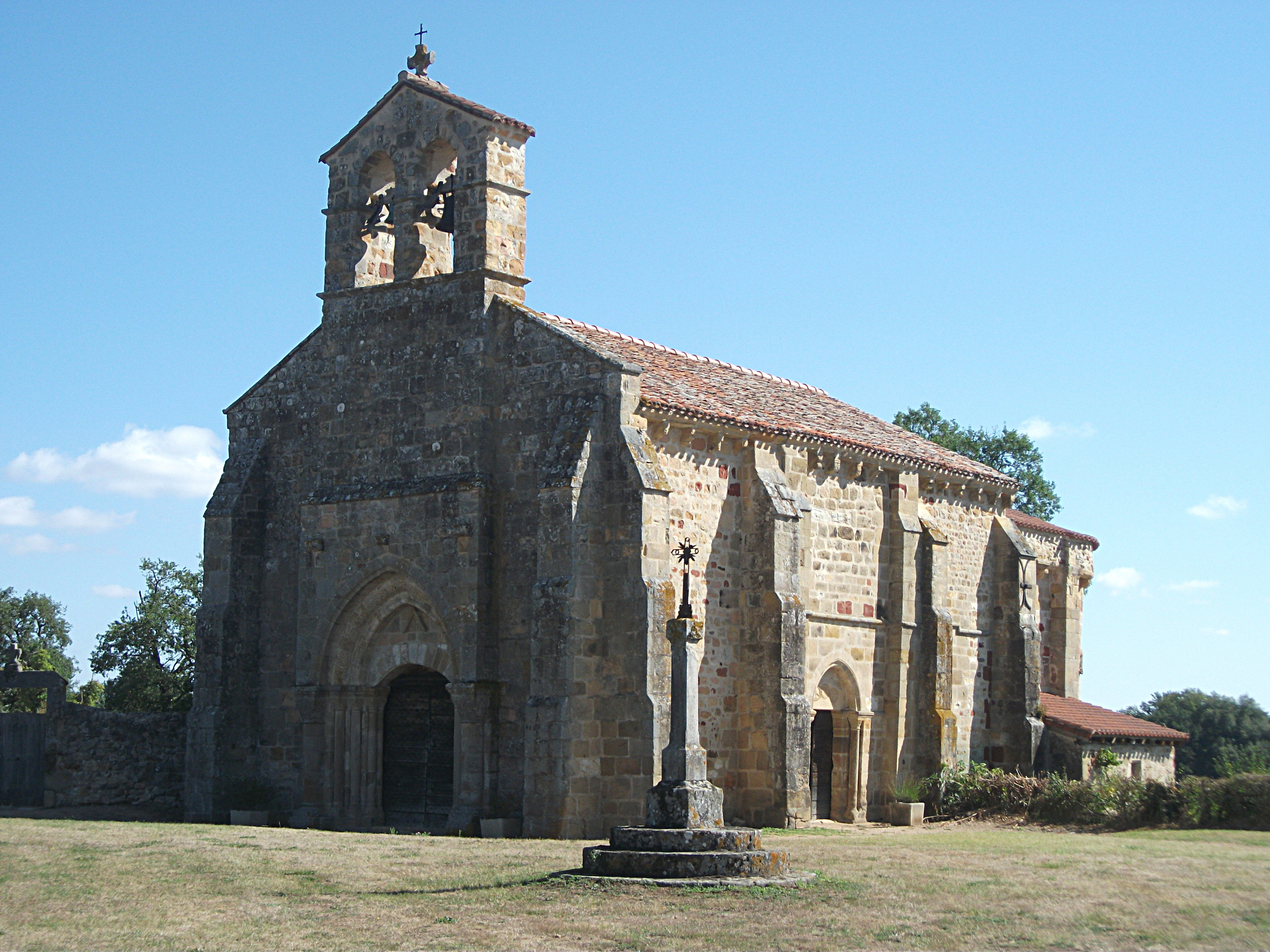
Kirche Saint-Germain-d’Auxerre